# Verazide
La verazide è un chemioterapico derivato dall'isoniazide ad attività antitubercolare analoga, utilizzato specialmente nel trattamento della tubercolosi polmonare primaria.
Si presenta come una polvere giallo pallido, quasi insolubile in acqua, poco solubile negli alcoli a freddo, più solubile negli alcoli a caldo. È solubile in acetone. 
Può causare dolori gastrici, talora manifestazioni allergiche. Dosi troppo elevate possono causare vertigini, sonnolenza, cefalea, dolori alle estremità, costipazione, disuria. 
Controindicato nelle nefropatie ed epatopatie gravi. 
È somministrato per via orale alla dose di 100-150 mg 3-5 volte al giorno. 
Reazioni di identificazione in laboratorio: in etanolo si ha un massimo di assorbimento a 330 nm. La soluzione acetonica si presenta di colore arancione. 
Titolazione in ambiente non acquoso: si aggiungono a 0,500 g di prodotto 30 cc di acido acetico glaciale; dopo 10' di agitazione si aggiungono 5 cc di anidride acetica e si titola con una soluzione di HClO4 N/10 in acido acetico fino a colorazione verde persistente (indicatore: soluzione acetica all'1% di violetto di metile). 1 ml di HClO4 corrisponde a 28,53 mg di C15H15N3O3. 